# 特羅姆瑟大學博物館
特羅姆瑟大學博物館（Tromsø University Museum）是挪威北部歷史最古老的科學研究設施之一。特羅姆瑟大學博物館成立於1872年，是特羅姆瑟大學的附屬博物館。現在特羅姆瑟大學博物館平均每年有80,000-90,000名遊客參觀。特羅姆瑟大學分有六個部門。

## 外部連結
- Official homepage （页面存档备份，存于）
- Tromsø Museum's online photo archive （页面存档备份，存于）
- Edtitions of the science magazine Way North